# Lepithrix freudei
Lepithrix freudei är en skalbaggsart som beskrevs av Schein 1959. Lepithrix freudei ingår i släktet Lepithrix och familjen Melolonthidae. Inga underarter finns listade i Catalogue of Life.